# Ёсида, Ходака
Ходака Ёсида (яп. 吉田 穂高; 3 сентября 1926 — 2 ноября 1995, Татикава, Токио, Япония) — японский художник-модернист, работавший масляной техникой, а с 1950 года — в технике ксилографии. С начала своей карьеры расширял диапазон стилей и техник, используемых художниками семьи Ёсида.

## Семья
Отец Хироси Ёсида и брат Тоси Ёсида — художники.
Семья Ходаки планировала, то что он должен был стать ученым, но после окончания Второй мировой войны он бросил вызов планам отца и стал не только художником, но и тем, что он сосредоточился на абстракции, стиле, который его отец презирал. В отличие от других членов семьи, искусство Ходаки довольно сложное, и с «резким» оттенком.
Жена Ходаки, Чизуко Ёсида, урождённая Иноуэ (1924—2017), и их дочь Аёми Ёсида (род. 1958) — художницы, а их сын Такасукэ (род. 1959) — ювелирный мастер.

## Творчество
Его работы развивались серией этапов. Его знакомство с артефактами и архитектурой доколумбовой эпохи радикально переориентировало его искусство после путешествия в Мексику в 1955 году. Весь диапазон его работ — около 600 гравюр за 45 лет — выявляет отдельные периоды, каждый из которых имел значительные изменения в тематике, стиле и цветовой палитре. Его стили, были его собственными, черпали вдохновение из экспрессионизма, поп-арта, фотореализма и абстракции цветового поля.
Технология печати, которую использовал Ходака, не ограничивалась ксилографией, но также включала монопечать, травление меди, шелкографию, литографию и часто используемые техники фотопереноса.
В технике фотопереноса он был пионером в Японии в 1960-х и 70-х годах.
Художник черпал вдохновение из культурных объектов по всему миру. Несмотря на эту различную динамику, каждый из периодов Ходаки представляет собой исследование в том же главном направлении, что можно было бы назвать модернистскими выражениями примитивной человеческой жизненной силы.